# 廖志賢 (外交官)

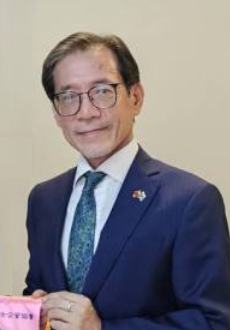
2023年攝於巴西巴西利亚

廖志賢，中華民國外交官，妻子官良芬。

## 經歷
曾任職駐阿根廷台北商務文化辦事處、駐多明尼加大使館一等秘書／參事、外交部禮賓處專門委員、駐教廷大使館參事／公使、駐汕埠總領事館總領事、外交部歐洲司總領事回部辦事等職務，現任駐巴西臺北經濟文化辦事處大使銜代表。

## 榮譽
2010年，任職駐多明尼加大使館參事時獲頒「哥倫布騎士級采文勳章」。
2017年，任職駐教廷大使館公使時獲頒馬爾他騎士團的「十字司令功績勳章」。
| 外交職務      | 外交職務                                  | 外交職務      |
| ------------- | ----------------------------------------- | ------------- |
| 前任： 溫曜禎 | 中華民國駐巴西代表 2023年11月－           | 繼任： '      |
| 前任： 詹昭明 | 中華民國駐汕埠總領事 2017年7月－2021年8月 | 繼任： 張自信 |